# فاغرة بنجية

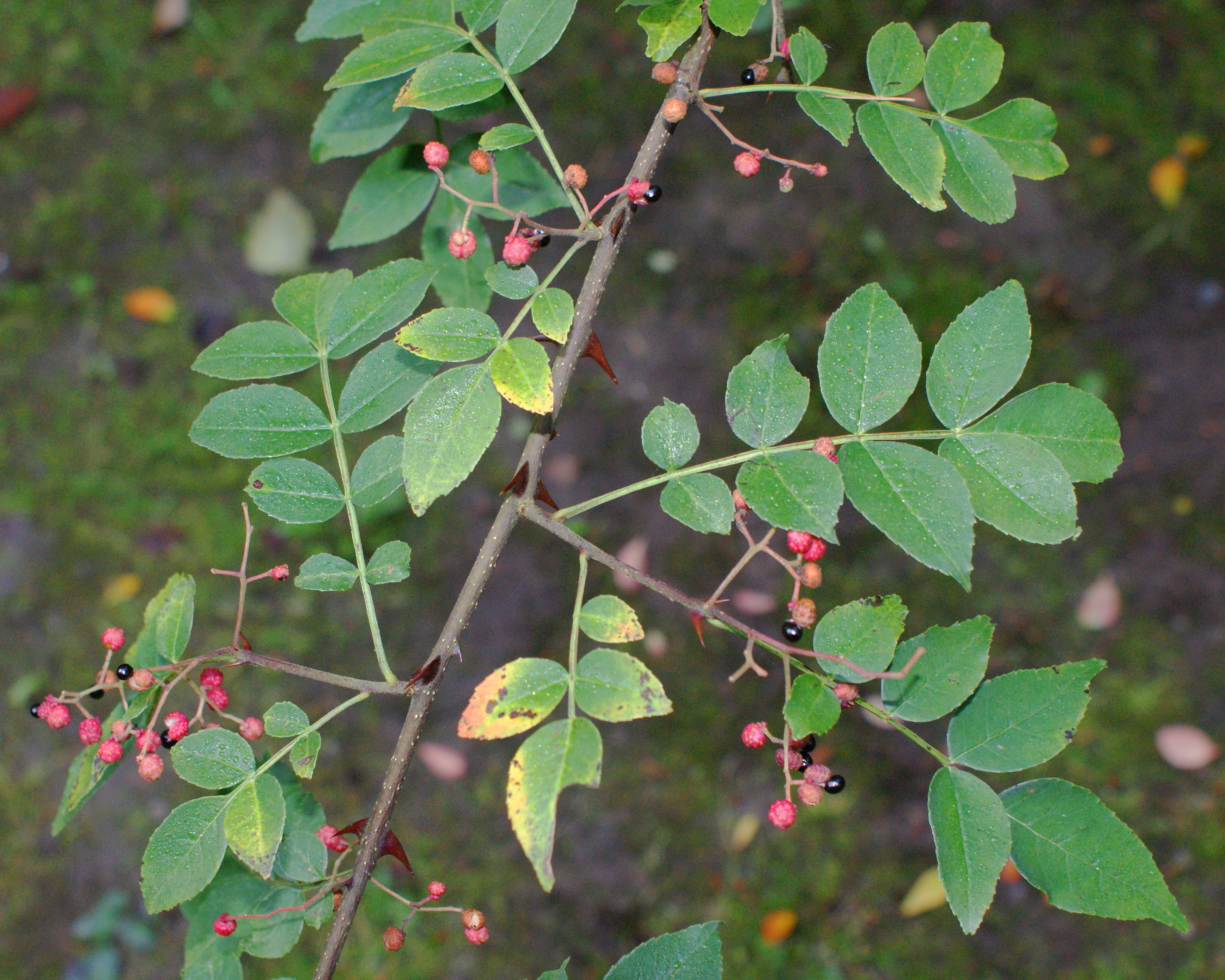
الأوراق والثمار

فاغرة بنجية أو ديش بُنْجِيّ نبات مزهر من جنس فاغرة في الفصيلة السذابية ، موطنه شرق الصين وتايوان . إنه واحد من عدة أنواع من جنس فاغرة التي ينتج منها فلفل سِشْوَان.